# Бальбо, Чезаре
Граф Чезаре Бальбо (итал. Cesare Balbo, 21 ноября 1789, Турин — 3 июня 1853, там же) — итальянский историк, научный писатель и государственный деятель. Опубликовал большое количество историко-политических работ.

## Биография

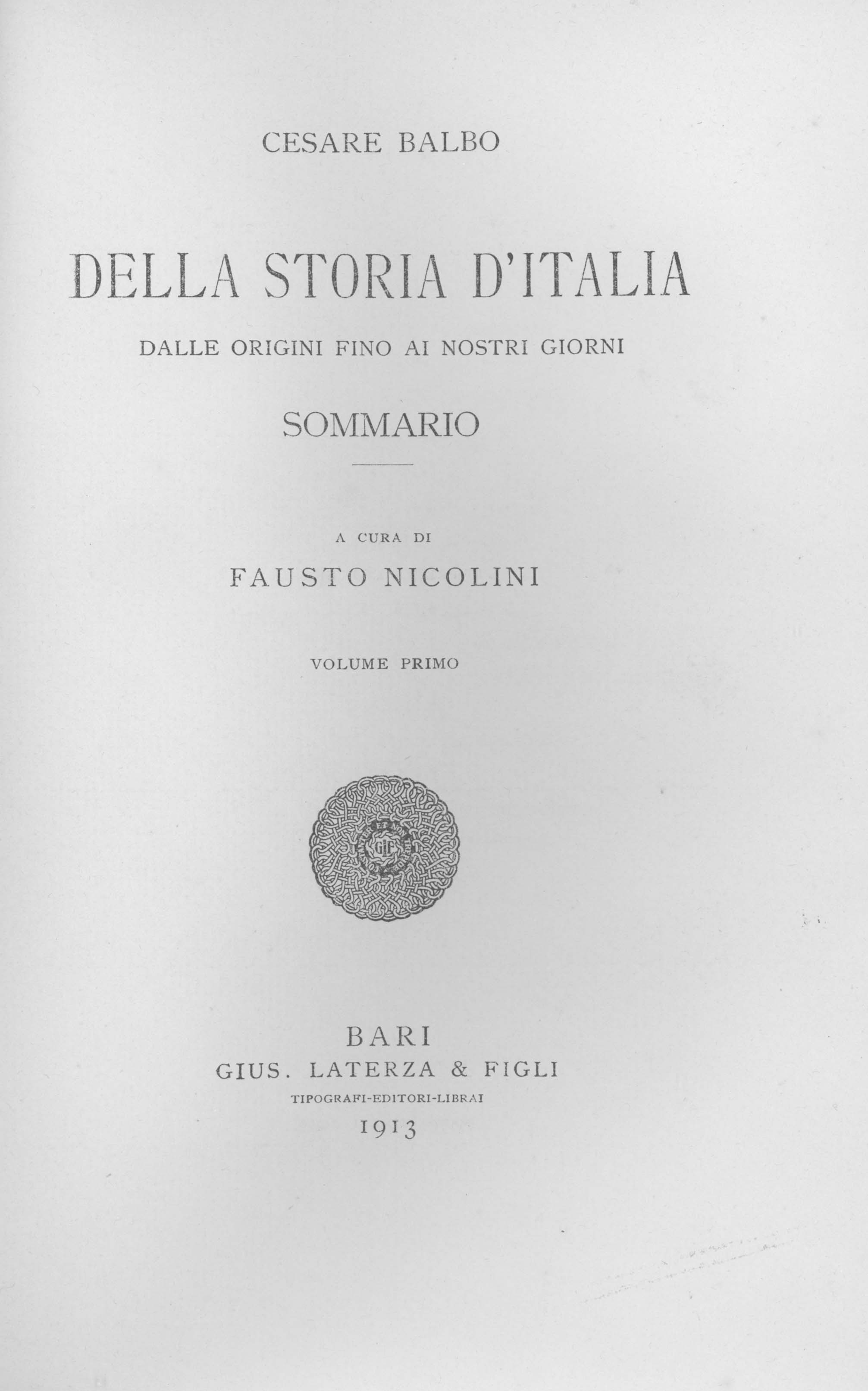
Storia d'Italia dalle origini fino ai nostri giorni, 1913

Его отец, Просперо Бальбо, принадлежал к знатному роду Пьемонта, занимал высокий пост в сардинском суда, а на момент рождения Чезаре был мэром столицы Сардинского королевства. Его мать, принадлежавшая к семье Адзельо, умерла, когда ему было три года, и он воспитывался в доме своей прабабушки, графини Буджино. 
В 1798 году он присоединился к своему отцу в Париже. С 1808 по 1814 год Бальбо служил на различных должностях во Флоренции, Риме, Париже и в Иллирии, находившихся тогда под властью империи Наполеона. После падения Наполеона он поступил на службу своей родной стране. В то время как его отец был назначен министром внутренних дел, Бальбо выбрал военную карьеру и принял участие в политических миссиях в Париж и Лондон. С началом революции 1821 года, которую он не одобрял, хотя и подозревался в симпатиях к ней, он был вынужден покинуть страну, и, хотя вскоре после этого ему было разрешено вернуться в Пьемонт, в любой государственной должности ему было отказано. 
Неохотно и с частыми попытками получить какое-либо назначение он отдался литературе как единственному оставленному ему средству, позволяющему влиять на судьбу своей страны. Главной целью своих трудов он считал помощь в обеспечении независимости Италии от любого иностранного контроля. У него не было ожидания и желания истинно итальянского единства, но верил в Савойскую династию, которой, как он считал, было суждено изменить судьбу Италии. Конфедерация независимых государств под главенством Папы римского была политическим идеалом для Бальбо. Будущее Италии он видел в реформах, а не в революции, и потому стал лидером умеренной партии и постоянным противником не только деспотизма, но демократии. 
Наконец, в 1848 году его надежды на возвращение на службу были до некоторой степени удовлетворены конституцией, предоставленной королём. Он был назначен членом комиссии по избирательному праву и стал первым конституционным премьер-министром Пьемонта, но занимал эту должность лишь несколько месяцев. С министерством д'Адзельо, вскоре утвердившимся у власти, он был в дружеских отношениях, а своим пером продолжал активную защиту своих политических принципов до самой смерти.